# Wirtschaft Zyperns
Dieser Artikel beschreibt die Wirtschaft der Republik Zypern.
Für die international nicht anerkannte Türkische Republik Nordzypern sind kaum auswertbare Daten vorhanden. Finanzdienstleistungen und die Tourismusbranche sind wichtige Wirtschaftszweige.

## Wirtschaftsgeschichte

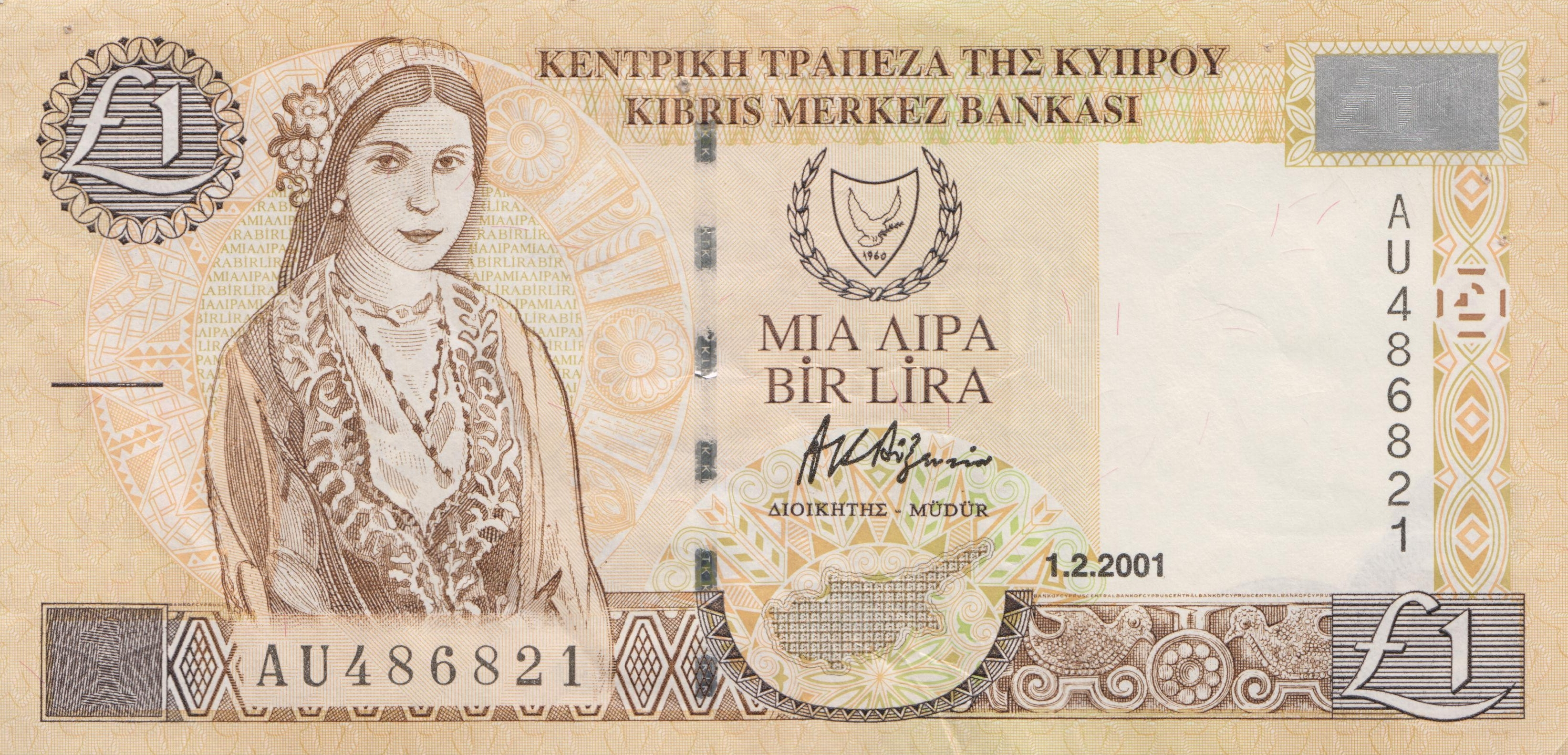
Banknote über ein Zypern-Pfund aus dem Jahr 2001

Bereits im Altertum verfügte Zypern über eine wichtige Wirtschaft. Hauptexportprodukt war Kupfer. Der lateinische Name cuprum ist abgeleitet von aes cyprium ‚Erz von der Insel Zypern‘, nach den Kupferminen der Insel.
Die Staatsausgaben wurden von 1964 (10,8 %) bis 1965 (3,08 %) gravierend gesenkt. Diese restriktive Fiskalpolitik wurde notwendig, nachdem die Wirtschaft 1964 um mehr als 8 % geschrumpft war und eine Haushaltskonsolidierung unausweichlich schien. Die relativen Investitionen stiegen von 1964 bis 1974.
Mit der türkischen Invasion 1974 wurde 37 % des Staatsgebiets der Republik Zypern besetzt. Hier wurden aber 70 % aller Wirtschaftsleistungen erbracht: Darunter befanden sich 66 % aller touristischen Anlagen (90 % der Hotels), 80 % aller Zitrusbäume, der Handelshafen der Insel in Famagusta usw. Der Verlust der wichtigsten landwirtschaftlichen Flächen und der Produktionsmittel zwang zu einer Neuausrichtung der Wirtschaft. Schifffahrt und Finanzdienstleistungen wurden neue Standbeine, ebenso konnte der Tourismus langsam wieder ausgebaut werden.
Ab Mitte der 1970er-Jahre schuf die Regierung Rahmenbedingungen, um die Republik Zypern zu einer Steueroase zu machen. Dass Unternehmen nur minimal besteuert werden, wenn ihre Eigentümer nicht in der Republik Zypern leben, führte in den 1990er-Jahren nach dem Zerfall der Sowjetunion zu einem starken Anwachsen von Holdinggesellschaften mit ausländischen Eigentümern. Mit Stand Herbst 2012 lag die Körperschaftsteuer immer noch bei geringen zehn Prozent.
1996 wurde in Nikosia die Wertpapierbörse gegründet; die späten 1990er-Jahre waren von einer Liberalisierung gekennzeichnet. Bis 2000 war eine Harmonisierung zur Europäischen Union (EU) erreicht. So durften ab 1997 Ausländer 100 % einer zyprischen Gesellschaft besitzen.
Mit der EU-Erweiterung 2004 fand der Prozess der Eingliederung in den Binnenmarkt seinen Abschluss.
Zypern hat im Jahr 2013 damit begonnen, im Gegenzug für eine Investition von mindestens 2,5 Millionen Euro auf Zypern den Investor einzubürgern. Pässe der Republik Zypern wurden damit gleichsam verkauft.
Zypern hat auf diese Weise bislang rund 8,25 Milliarden Euro eingenommen.
Im Oktober 2020 hat die EU-Kommission gegen Zypern (und Malta) Vertragsverletzungsverfahren eingeleitet.

## Rahmenbedingungen
Die Republik Zypern ist eine liberale Marktwirtschaft. Seit dem 1. Mai 2004 ist die Republik Zypern Mitglied der Europäischen Union. Die durch den EU-Beitritt begonnene Liberalisierung der Märkte wird weiter fortgesetzt, beispielsweise im Telekommunikationswesen. Aus Steuerreformen von 2002 und 2003 leitet sich das Ziel eines attraktiven Finanzzentrums mit Brückenfunktion in den Nahen Osten ab.
Die Währung der Republik Zypern war bis Ende 2007 das Zyprische Pfund (CYP). Am 1. Januar 2008 wurde der Euro zum Wechselkurs 1 EUR = 0,585274 CYP eingeführt; damit wurde die Republik Zypern das 15. Mitgliedsland in der Eurozone.

## Wirtschaftssektoren

### Bodenschätze
Auf Zypern gibt es Kupfer und Asbest, in den Bergen befinden sich große Marmorvorkommen und Pyritminen. Dort gibt es auch Gipsgestein und Salzablagerungen. An den Stränden wird Ton abgebaut. Das Kupfervorkommen war so bedeutend, dass das Metall seinen Namen daher hat: Der lateinische Name cuprum ist abgeleitet von aes cyprium ‚zyprisches Erz‘.

### Landwirtschaft
Auf Zypern werden häufig Zitrusfrüchte angebaut. Orangen- und Grapefruithaine bestimmen vor allem die Umgebung von Limassol und Morphou (seit 1974 auf Türkisch Güzelyurt). Hinzu kommt die Erzeugung von Gemüse.
Das „Land der roten Erde“ im Südosten gilt als Gemüsegarten der Republik Zypern mit Kartoffeln, Auberginen, Tomaten, Gurken, Zwiebeln und anderen Arten. Zyprische Kartoffeln gehören zu den Exportschlagern (meist nach Großbritannien). Möglich wurde dies nur durch moderne Bewässerungssysteme. 1983 wurde das erste Bewässerungssystem für 24 Mio. CYP fertiggestellt: das Paphos Project für 5000 ha Land. Es gibt bei Paphos, bedeutende Weingärten und ausgedehnte Bananenplantagen. Feigen und Granatäpfel wachsen im Nordwesten.
Nördlich von Limassol liegt das kleine Weinbaugebiet Commandaria. Auf der gesamten Insel gibt es außerdem noch einige größere Olivenplantagen. Im nördlichen Teil werden bevorzugt Geflügel und Lämmer aufgezogen.
Bei vielen Anbausorten (Obst, Gemüse und Getreide) sind zwei Ernten im Jahr durch das ausgesprochen milde Klima möglich. Fast jede Familie griechischer Zyprer hat irgendwo auf der Insel noch ein kleines Stück Land, auf dem für den Eigenbedarf angebaut wird. Fremde Hilfsarbeiter in der Landwirtschaft kommen immer häufiger aus dem Norden – völlig legal – anders als in der Tourismusbranche (hier sind es in erster Linie polnische Saisonkräfte).
Die landwirtschaftlich genutzten Flächen werden jedoch seit dem EU-Beitritt immer kleiner (besonders in den Touristenregionen), da Briten verstärkt Land und Häuser für den Altersruhesitz kaufen, zudem in der EU zum Teil Brachflächen gefördert werden.

### Energie
Der Energieverbrauch der Republik Zypern basierte im Jahr 2007 zu 96 % auf importierten Erdöl, nur 2 % wurde aus Solarenergie gewonnen. 2019 lag der Anteil der erneuerbaren Energien bei der Stromerzeugung bei 9,8 %. 2019 bis 2022 wurden jeweils rund 6 % des Bedarfs an elektrischer Energie mit Hilfe von Windkraftanlagen gedeckt; 2023 waren es 4 %. Die in Zypern installierte Photovoltaikleistung lag im Jahr 2017 bei 110 MW. Ende 2020 lag sie mit 229 MW mehr als doppelt so hoch, 2021 war sie bei 315 MW und 2022 bei 431 MW. Ende 2023 waren es 606 MW.
Die Republik Zypern ist weltweit führend in der Nutzung von Warmwassererzeugungssystemen aus Sonnenenergie (Solarthermie), da die Leistung der solaren Warmwassererzeugung pro Einwohner den Höchstwert im internationalen Vergleich erreicht. Die European Solar Industry Federation (ESTIF) schätzte für 2007 eine installierte Leistung von 562 kWth pro 1000 Personen in der Republik Zypern, mit einer Gesamtleistung von 437,6 MWth. Bis 2020 steig die Gesamtleistung auf 617 MWth und pro 1000 Einwohner auf 704 kWth. 92 % aller Haushalte besitzen eine solare Warmwassererzeugung und 53 % aller Hotels sind mit einer Groß-Solarthermieanlage ausgestattet.
Im Juli 2011 wurde bei der Munitionsexplosion von vermutlich falsch gelagertem Sprengstoff auf der Marinebasis Evangelos Florakis mit 13 Toten auch das wichtigste Elektrizitätswerk des Landes, das Werk Vassiliko nahe der Stadt Mari, Bezirk Limassol, stark beschädigt, das bis dahin 60 Prozent des elektrischen Stroms produziert hatte. Danach wurde versucht, den Strombedarf der Republik Zypern durch kleinere Elektrizitätswerke, gemietete Notstromaggregate, Einspeisungen aus privaten Kraftwerken sowie durch vorübergehende Stromlieferungen aus der Türkischen Republik Nordzypern zu decken.
Die Gesamtleistung betrug nach dem Unfall 920 MW, musste jedoch in den energiebedarfsreichen Sommermonaten um weitere 120 MW aus mobilen Stromerzeugungseinheiten in Moni (35 MW) und Dhekelia (60 MW) ergänzt werden. Aus der kontrollierten Einspeisung kleinerer privater Kraftwerke (Virtuelles Kraftwerk) in das Netz konnten weitere 35 MW Leistung generiert werden.
Dennoch kämpfte die Republik Zypern bis Sommer 2012 mit regelmäßigen Stromausfällen. Im Juni 2012 konnten im Kraftwerk Vassiliko zwei Gasturbinen wieder in Betrieb genommen werden. Die Kessel des Kraftwerks wurden im Sommer 2013 wieder in Dienst gesetzt. Bei den Reparaturen wurden einige Kraftwerksblöcke auf Erdgasbetrieb umgerüstet.
Anbindung an das Europäische Stromnetz
Mit EuroAsia Interconnector1 ist eine Verbindung zwischen den griechischen, zypriotischen und israelischen Stromnetzen zum elektrischen Energieaustausch geplant.

### Dienstleistungen, Industrie
Die meisten Arbeitsplätze bietet der Tourismus. An zweiter Stelle liegt die Industrie, die hauptsächlich auf den naturgegebenen Ressourcen fußt. Ihr folgen weiterverarbeitende Industrien von Nahrungsmitteln und Getränken, Zement- und Gipsproduktion, Schiffsreparatur und -erneuerung, Herstellung von Textilien, Chemikalien und Metallwaren sowie von Produkten aus Holz, Papier, Stein und Ton.
Der Dienstleistungssektor erwirtschaftete im Jahr 2007 rund 75 % des BIP, die Industrie ca. 21 % und die Landwirtschaft ca. 4 %. Dabei spielen neben dem Tourismus die Finanz- und Unternehmensdienstleistungen eine große Rolle. In den letzten Jahren hat die Bedeutung des Dienstleistungssektor zugenommen und sein Anteil stieg inzwischen auf 81 %. Zahlreiche Unternehmen weltweit lassen sich aufgrund des niedrigen Steuersatzes (12,5 %) in der Republik Zypern nieder.

## Volkswirtschaftliche Situation

### Bruttoinlandsprodukt

Wachstum des BIP

Das BIP zu Marktpreisen betrug 2006 etwa 14,7 Mrd. Euro. Die Wachstumsrate des BIP fiel seit 2000 von real ca. 5,5 % auf 3,8 % im Jahre 2005. Dieser Trend setzte sich, wenn auch eingeschränkt, in den Jahren 2006 bis 2007 fort, in denen das Wachstum bei rund 3,7 % lag. Das lag hauptsächlich an der starken Abhängigkeit der Republik Zypern von der Weltwirtschaft und der damit verbundenen unsicheren Wirtschaftslage, steigenden Ölpreisen und dem zunehmenden Wettbewerb in der Tourismusbranche. Das Pro-Kopf-Einkommen betrug 2006 ungefähr 18.336 Euro/Jahr, das war eine Steigerung von 6,4 % im Vergleich zu 2005.
Im Jahre 2009 war das reale Wachstums des BIP negativ und lag bei −1,9 %. Bereits aufgrund des Rückgangs des Wirtschaftswachstums in den Vorjahren wurde erwartet, dass das BIP im Jahr 2008 nur um 3,4 % auf 16,665 Mrd. Euro ansteigt. Für das Jahr 2009 wurde ein BIP von 17,744 Milliarden Euro prognostiziert. Tatsächlich stieg das BIP nur auf 16,9 Milliarden Euro.

### Inflation
Die durchschnittliche Inflationsrate lag in der Republik Zypern ab August 2005 unter dem von der EU festgelegten Referenzwert von 3 %. Im März 2007 wies sie ihren geringsten Wert von 2,0 % auf. Die Arbeitslosenquote lag in den letzten Jahren bei 4,5 %, wobei im November 2007 ein Rekordtief von 3,8 % erreicht wurde. Das Land konnte durch seine Finanzpolitik in den letzten Jahren seinen Staatshaushalt konsolidieren und das gesamtstaatliche Defizit zurückführen. Nach den Angaben des zyprischen Finanzministeriums betrug das Haushaltsdefizit 2006 ca. 1,5 % des BIP (2005 noch ca. 2,5 %). Die Gesamtverschuldung der öffentlichen Hand lag bei 64 % des BIP.

Reduktion der Inflationsrate von 1992 bis 1998

Die Abbildung zeigt den Verlauf der Inflationsrate der Republik Zypern von 1992 bis 1998. Hierbei handelt es sich um die 7-Jahres-Periode, in der die Inflationsrate um die meisten Prozentpunkte reduziert wurde. Innerhalb des gesamten Zeitraums weist die Disinflation einen Wert von 4,17 % auf. Dabei verteilen sich die ermittelten Werte wie folgt:
Von 1992 bis 1993 sank die Inflationsrate von 6,51 auf 4,89 %, was einen Rückgang der Inflationsrate von 1,62 Prozentpunkten bedeutet. In den folgenden Jahren wurde sie um weitere 0,23 % im Jahr 1993, 2,05 % im Jahr 1994 und 0,11 % im Jahr 1995 gesenkt. Im Jahr 1996 wurde ein Anstieg der Inflationsrate um 0,81 % festgestellt. Jedoch schon 1997 ging diese wieder um 0,97 % zurück und auch 1998 sank sie um weitere 1,2 Prozentpunkte auf 2,34 %. Im Jahre 2006 war sie auf 0,2 % gesunken.
Insgesamt lässt sich festhalten, dass die Inflationsbekämpfung in der Republik Zypern zunächst erfolgreich war. Die Durchführung wies aufgrund von Glaubwürdigkeitsdefiziten und mangelnder Ankündigung der Maßnahmen zwar einige Probleme auf, da die Inflation im Jahre 2010 wieder auf 2,6 % anstieg. Jedoch erholte sich die Wirtschaft rasch davon. Unterstützt wurde die trotz allem positive Entwicklung der Inflation durch Liberalisierung des Handels, zunehmenden Wettbewerb an den inländischen Märkten und fehlenden Lohndruck.

### Arbeitsmarkt
Auf dem Arbeitsmarkt werden keine gravierenden Änderungen erwartet. Es wurde prognostiziert, dass die Arbeitslosenquote im Jahr 2008 mit 3,9 % etwa konstant bleibt. Im Jahre 2010 betrug die Arbeitslosenquote 4,6 %, im Jahr 2011 dagegen 7,7 %.

### Export und Import
Die Republik Zypern ist ein verhältnismäßig exportschwaches Land. Ursachen dafür sind die steigende Importnachfrage (z. B. ausländische Kfz) und Einbußen in der Tourismusbranche. Des Weiteren werden auf bestimmte Exportgüter (z. B. PKW) hohe Steuern erhoben. Das Handelsbilanzdefizit lag 2006 bei 4403,05 Mio. Euro.
Das Importvolumen erreichte 2006 einen Wert von etwa 5515,14 Mio. Euro. Führende Importpartner der Republik Zypern sind Griechenland (ca. 956,77 Mio. Euro), Italien (ca. 629,81 Mio. Euro), Großbritannien (ca. 492,23 Mio. Euro) und Deutschland (ca. 488,64 Mio. Euro). Die wichtigsten Importgüter sind KFZ, Maschinen, Industriebedarf sowie elektrische Geräte und Konsumgüter.
Das Exportvolumen der Republik Zypern erreichte 2006 einen Wert von rund 1112,13 Mio. Euro. Führende Exportpartner der Republik Zypern sind Großbritannien, Griechenland und Deutschland. Deutschland lag 2006 mit einem Volumen von etwa 50,76 Mio. Euro auf Platz drei der Importeure. Die Exporte bestehen hauptsächlich aus Reexporten (z. B. japanischer Kraftfahrzeuge), Agrarerzeugnisse (z. B. Wein, Zitrusfrüchte) und Pharmazeutika.
Ausgeführt werden aus dem Süden des Landes hauptsächlich Zitrusfrüchte, Kartoffeln, pharmazeutische Produkte, Zement, Kleidung und Zigaretten, aus dem Norden Zitrusfrüchte, Molkereiprodukte, Kartoffeln und Textilien.
Eingeführt werden im Süden Konsumgüter, Erdölprodukte und Schmiermittel, Halbfertigwaren, Maschinen, Transportequipment, im Norden Fahrzeuge, Erdöl, Zigaretten, Nahrungsmittel, Mineralien, chemische Produkte und Maschinen.
Die Republik Zypern ist Mitglied der International Cocoa Organization.

### Lohnstückkosten

Die Lohnstückkosten der Republik Zypern und seinen wichtigsten Handelspartnern von 1995 bis 2008

Die Abbildung beschreibt die Lohnstückkosten von der Republik Zypern und seinen wichtigsten Handelspartnern im Zeitraum von 1995 bis 2008. Diese Handelspartner sind Griechenland, Italien, Großbritannien und Deutschland. Die Lohnstückkosten in der Republik Zypern sind in den letzten Jahren gesunken und befanden sich Ende 2007 unter den Lohnstückkosten von Griechenland, Italien und Großbritannien.

## Unternehmen

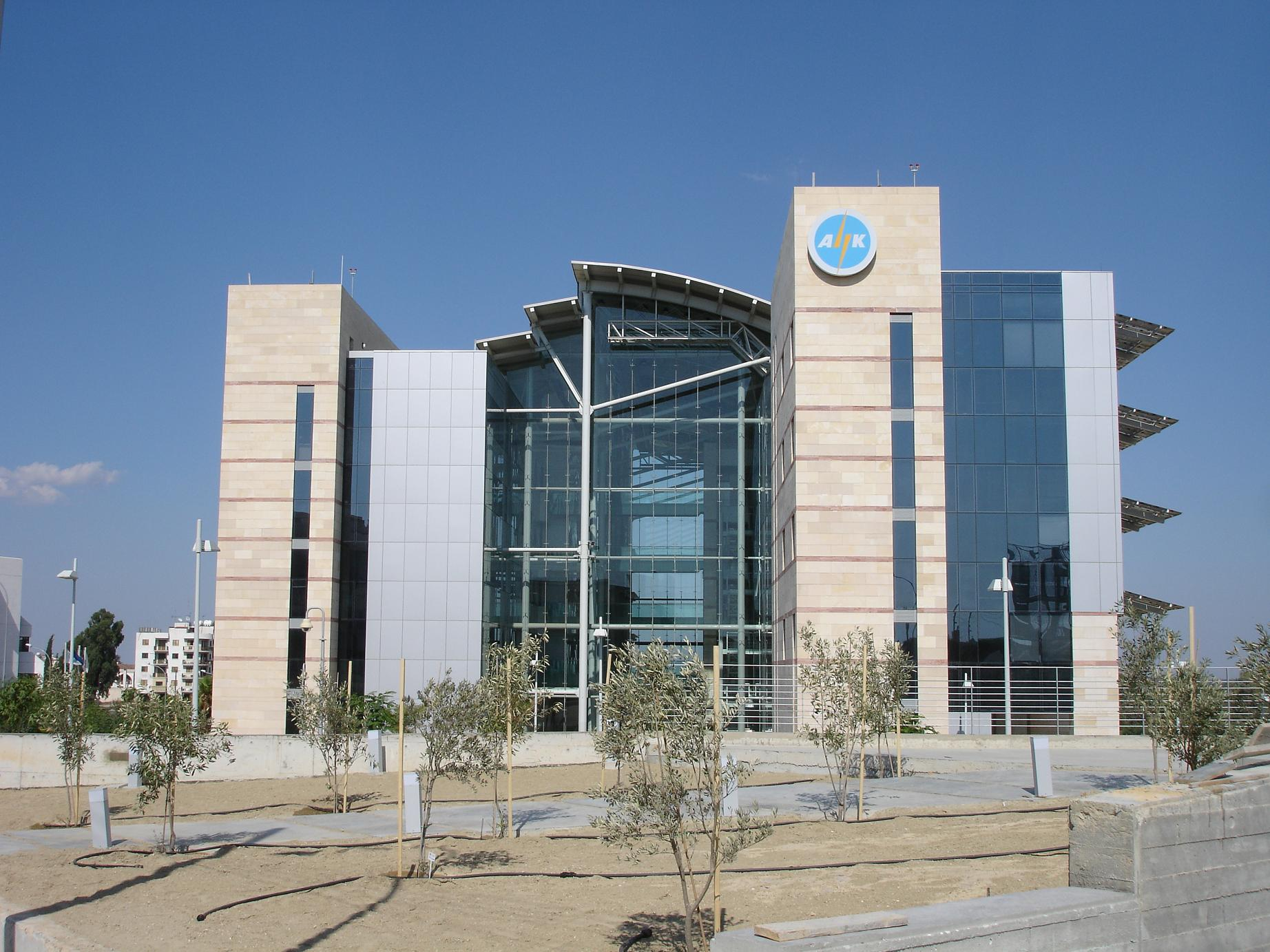
Sitz des Stromversorgers Cyprus Electricity

Die zehn größten börsennotierten Unternehmen in der Republik Zypern sind:
| Unternehmen                      | Branche              |
| -------------------------------- | -------------------- |
| Hellenic Bank PCL                | Banken               |
| Bank of Cyprus                   | Banken               |
| Marfin Popular Bank PCL          | Finanzdienstleistung |
| Demetra Investments Public Ltd.  | Finanzdienstleistung |
| Pandora Investments Public Ltd.  | Finanzdienstleistung |
| Cyprus Trading Corp. Public Ltd. | Konsumgüter          |
| Cyprus Cement PCL                | Baustoffe            |
| Louis Public Co. Ltd.            | Reederei             |
| SFS Group Public Co. Ltd.        | Börse                |
| Logicom Public Ltd.              | Computer             |

Die einzige Börse des Landes ist die Börse von Zypern in Nikosia. Für die Bewertung des Aktienmarktes dienen der „Dow Jones Cyprus Titans 10 Index“ und der „Cyprus General Market Index“.